# 人字拖

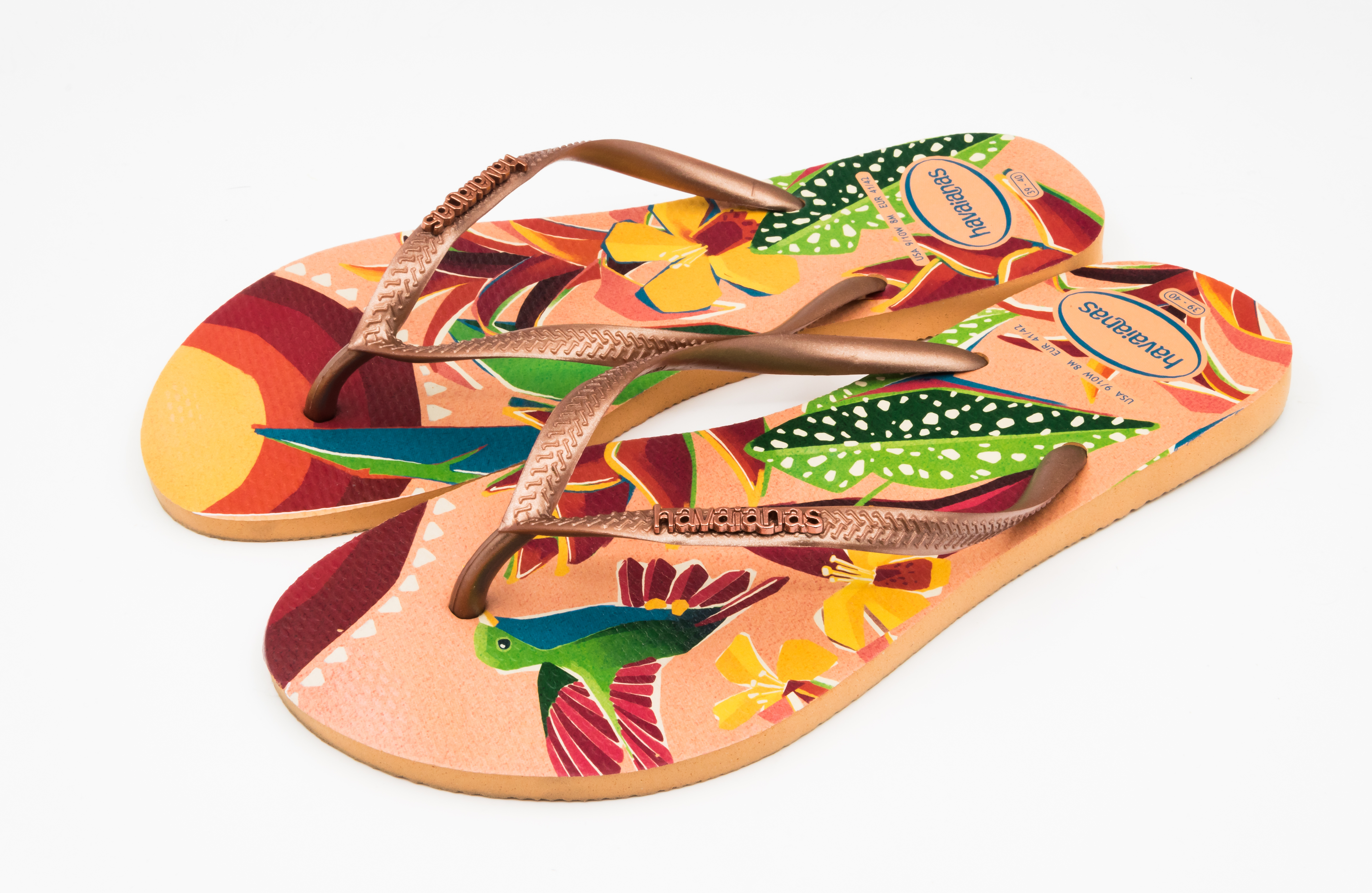
Havaianas人字拖

人字拖是拖鞋的一種，特點是穿著的部份設計成一個「人」字形，用拇趾夾住，故又別稱夾腳拖。由於實用方便，不少人喜歡在離家短時間穿著。
人字拖出現的確實年代已不可考，一种说法认为起源于1950年代日本的工廠。基本樣式的人字拖是平底的，用塑膠製成，上面有人字型的膠帶，穿著時以拇趾和食趾夾著，通常作為家居服或於沙灘穿著。現在也有一些不同款式和材質的人字拖，例如高跟和用皮料、布料製造，或加上其他裝飾如絲帶、珠子、麖皮、流蘇等的人字拖。這類人字拖可配襯不同的服裝。人字拖在溫暖氣候的地區較為流行，如澳洲、紐西蘭、美國加州、太平洋群島、東南亞等。在港澳地區也常作為「街坊裝」穿著。

## 穿著

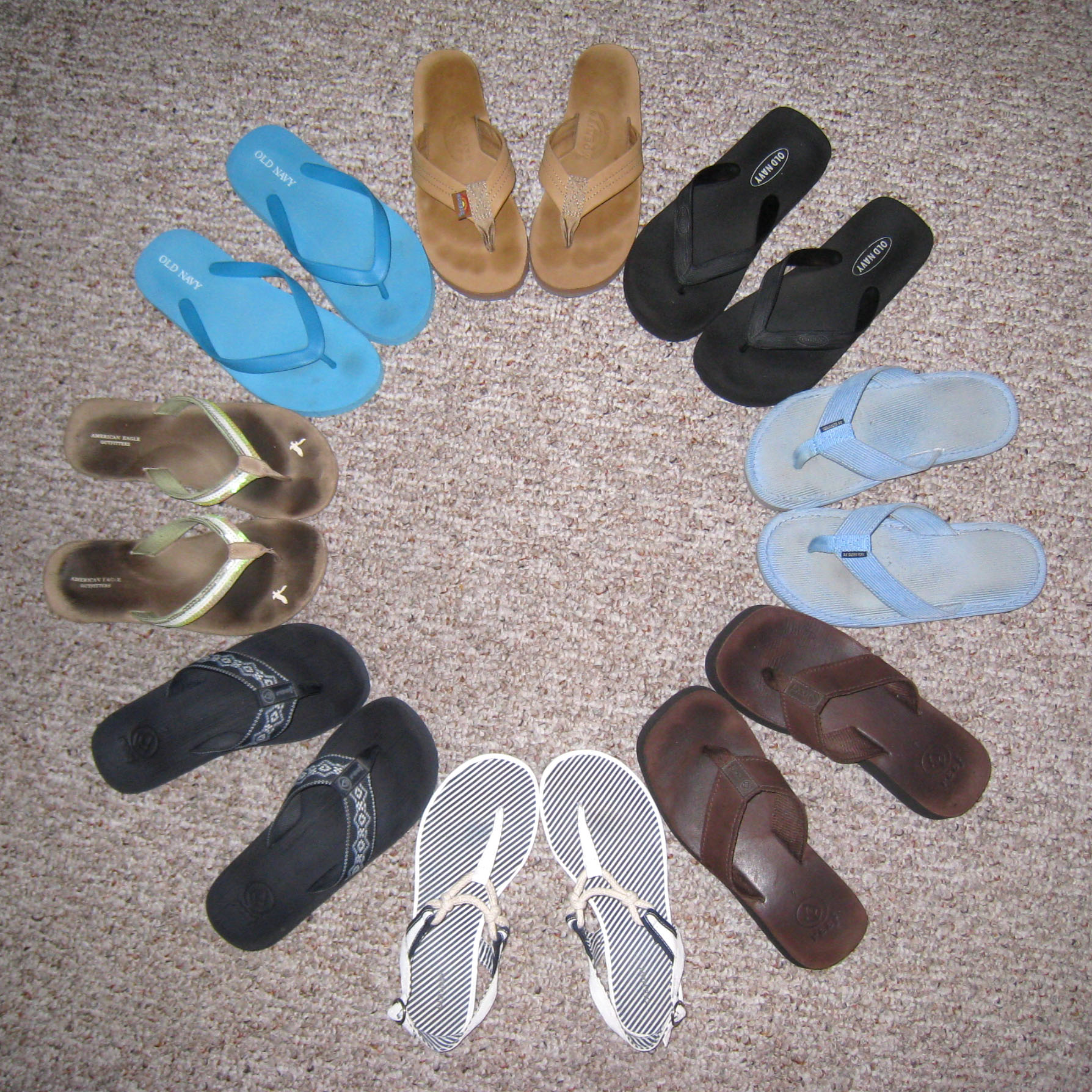
各式各樣的人字拖

近年一些新款的人字拖也變成時尚服飾。在發展中國家，橡膠製的人字拖是一種便宜的鞋，有些是以廢車胎循環再造而成。人字拖也受赤腳者的歡迎，在需要穿鞋時穿著，因為穿上和脫下都很方便。

## 缺點
雖然不少人認為人字拖方便、舒適，有些人更每天穿著。但人字拖不太耐用，人字膠帶在穿著一段時間後容易斷裂，現在有些人字拖可以轉換膠帶。然而，人字拖的平均使用年限通常不超過一年。另外，有專家認為，穿著人字拖時腳趾要用力抓緊鞋的內部，會對腳造成壓力，所以不適合經常長時間穿著。
有報導指出英國每年有多達20萬人因穿著人字拖受傷求診。穿著人字拖時，腳跟無法如常吸收步行時雙腳承受的壓力。此外，重心亦從腳跟轉到大腳趾，長期會造成大腳趾外翻，亦會令小腿脛骨痛楚。專家認為穿著人字拖對雙腳所造成的傷害與穿著高跟鞋相若。

## 圖集

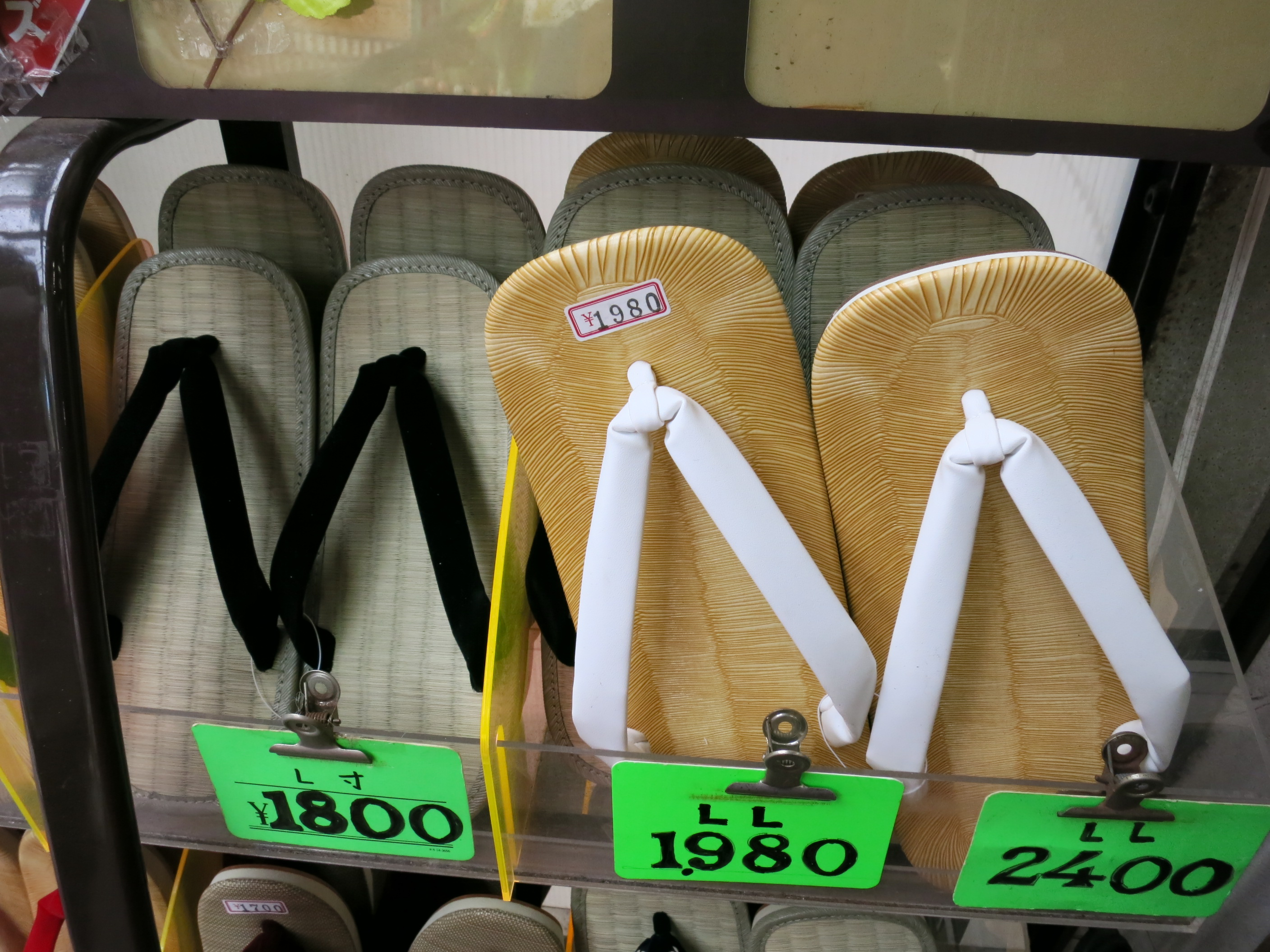
日本草屐，被認為人字拖的原祖。
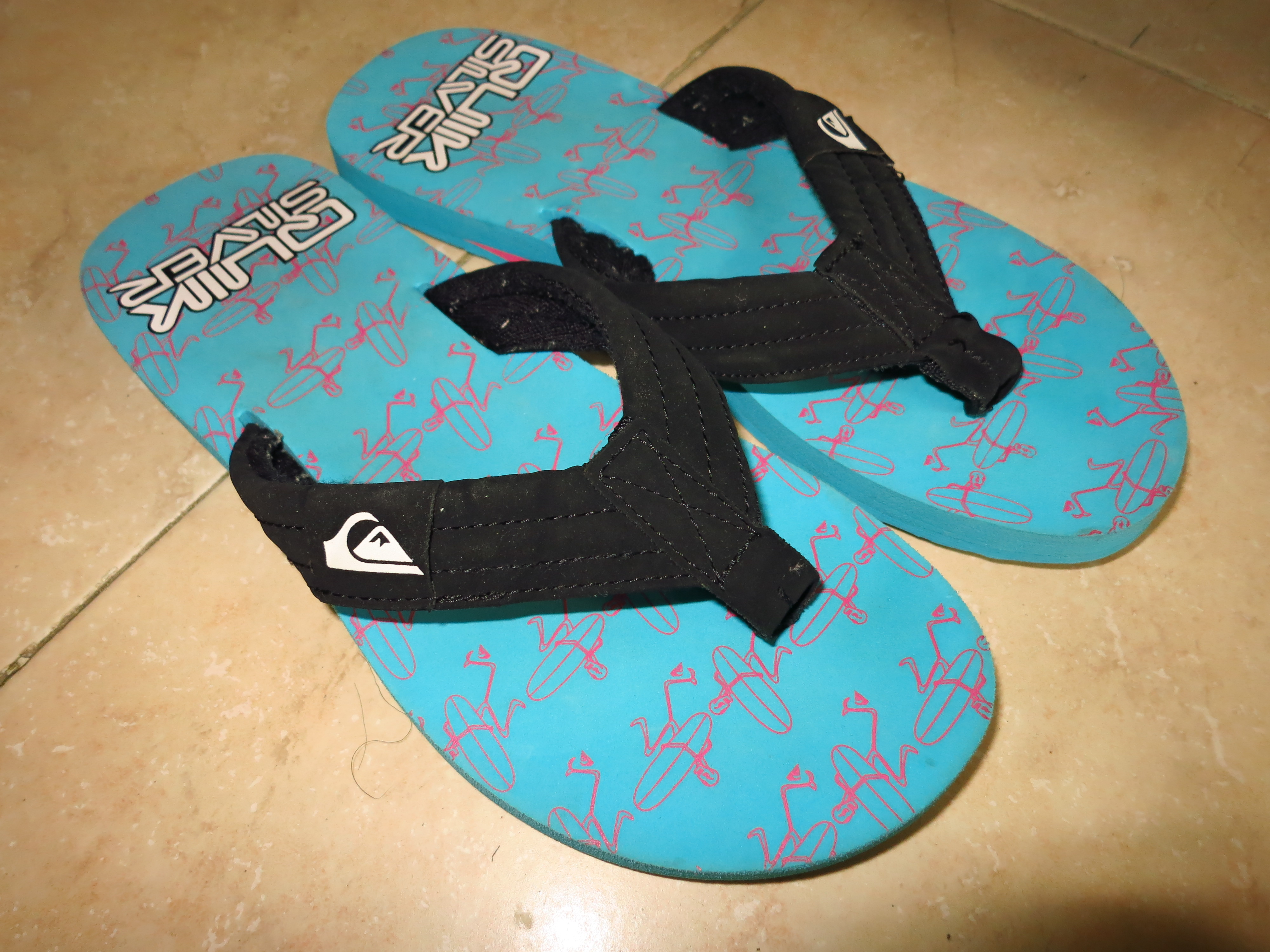
花巧設計的人字拖
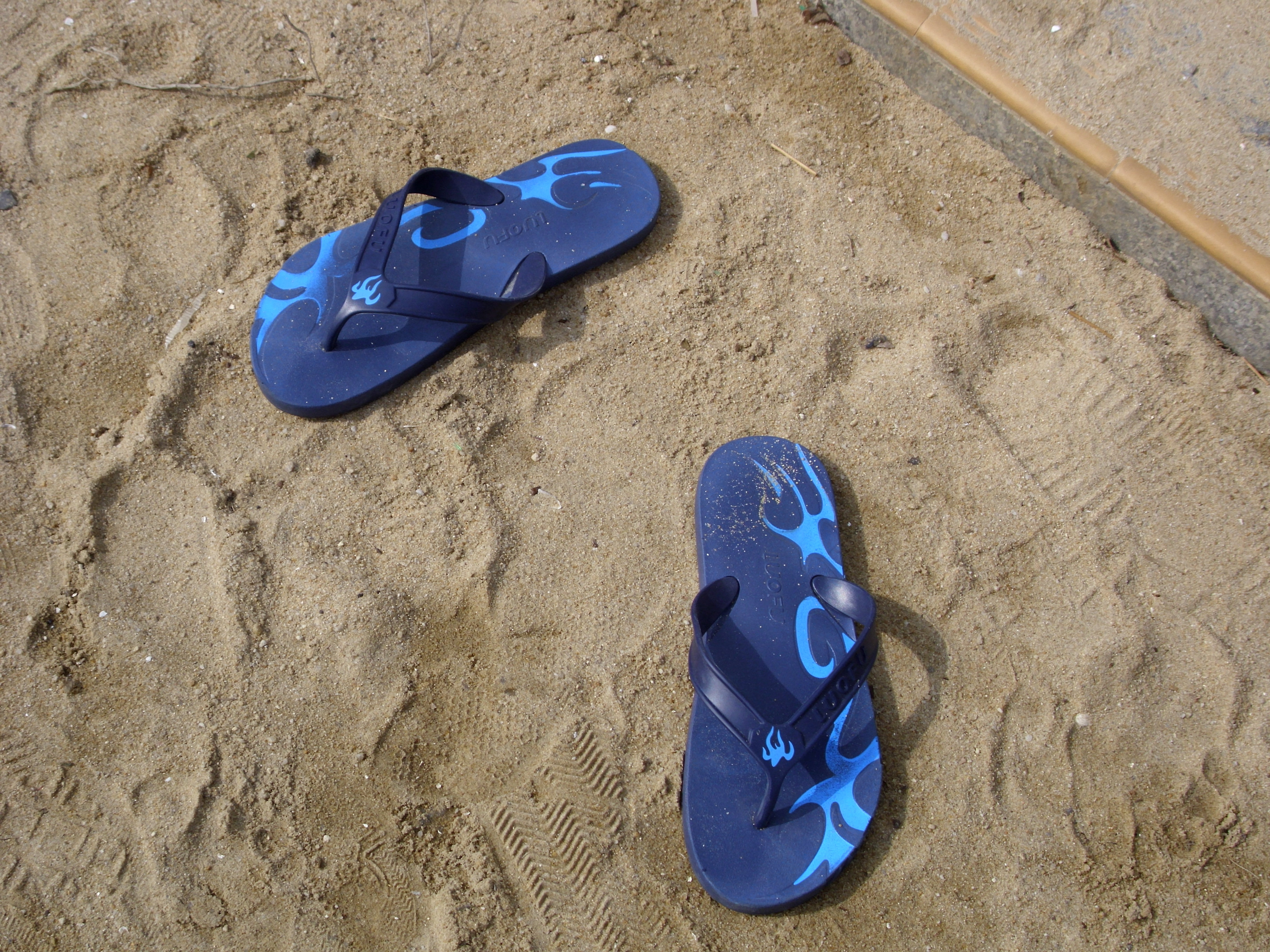
一對海軍藍的人字拖
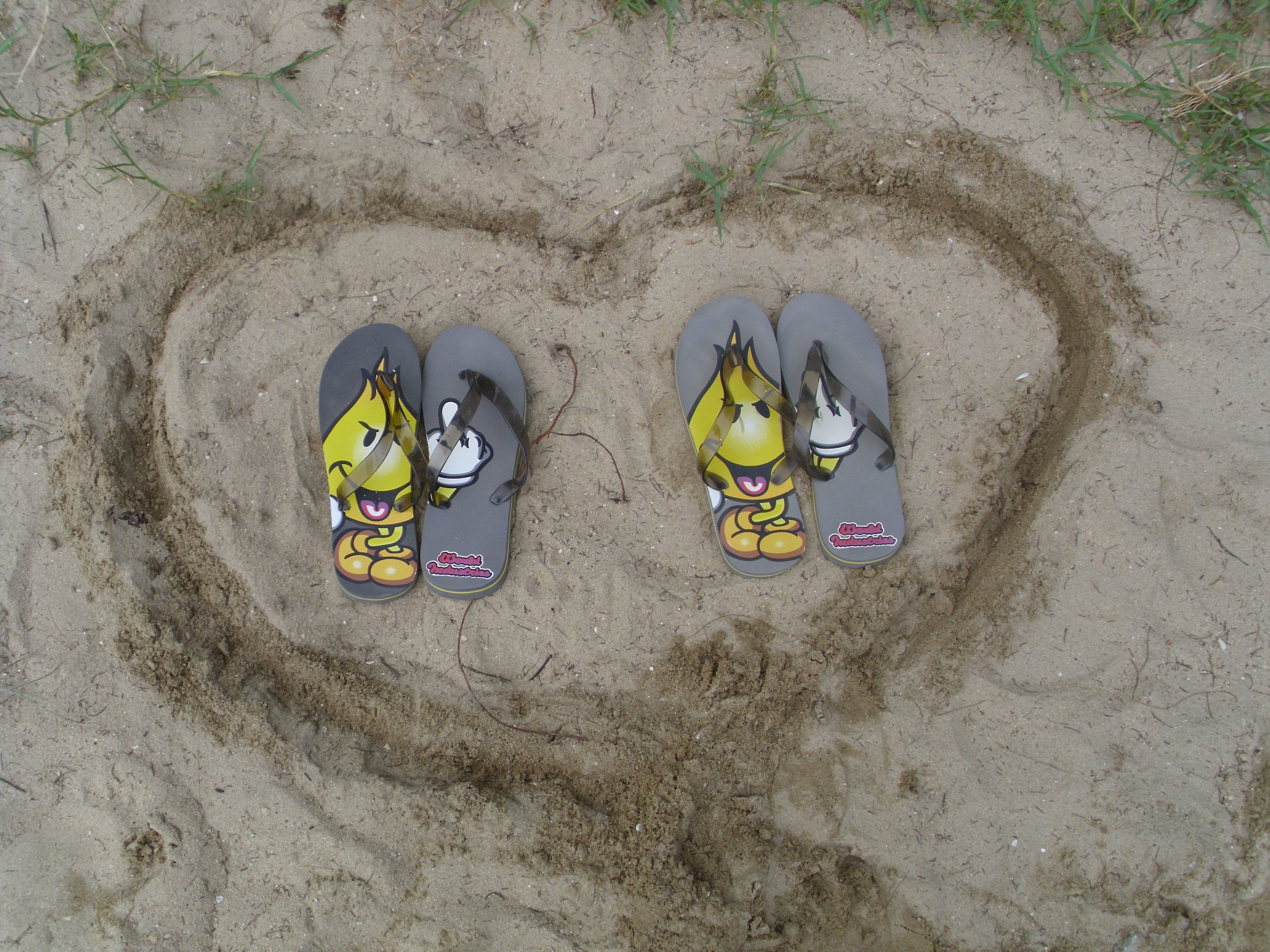
灰色人字拖
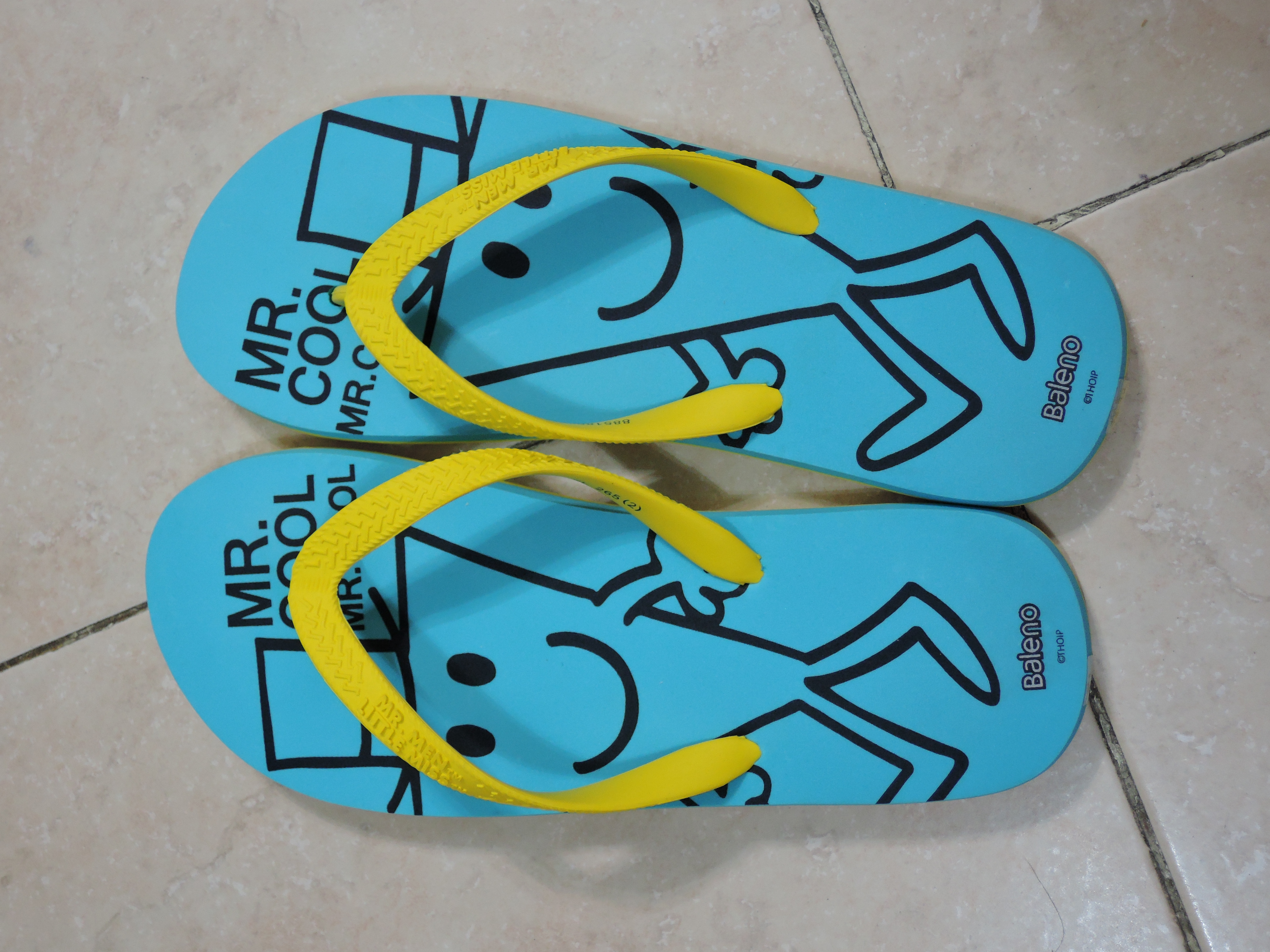
圖案人字拖
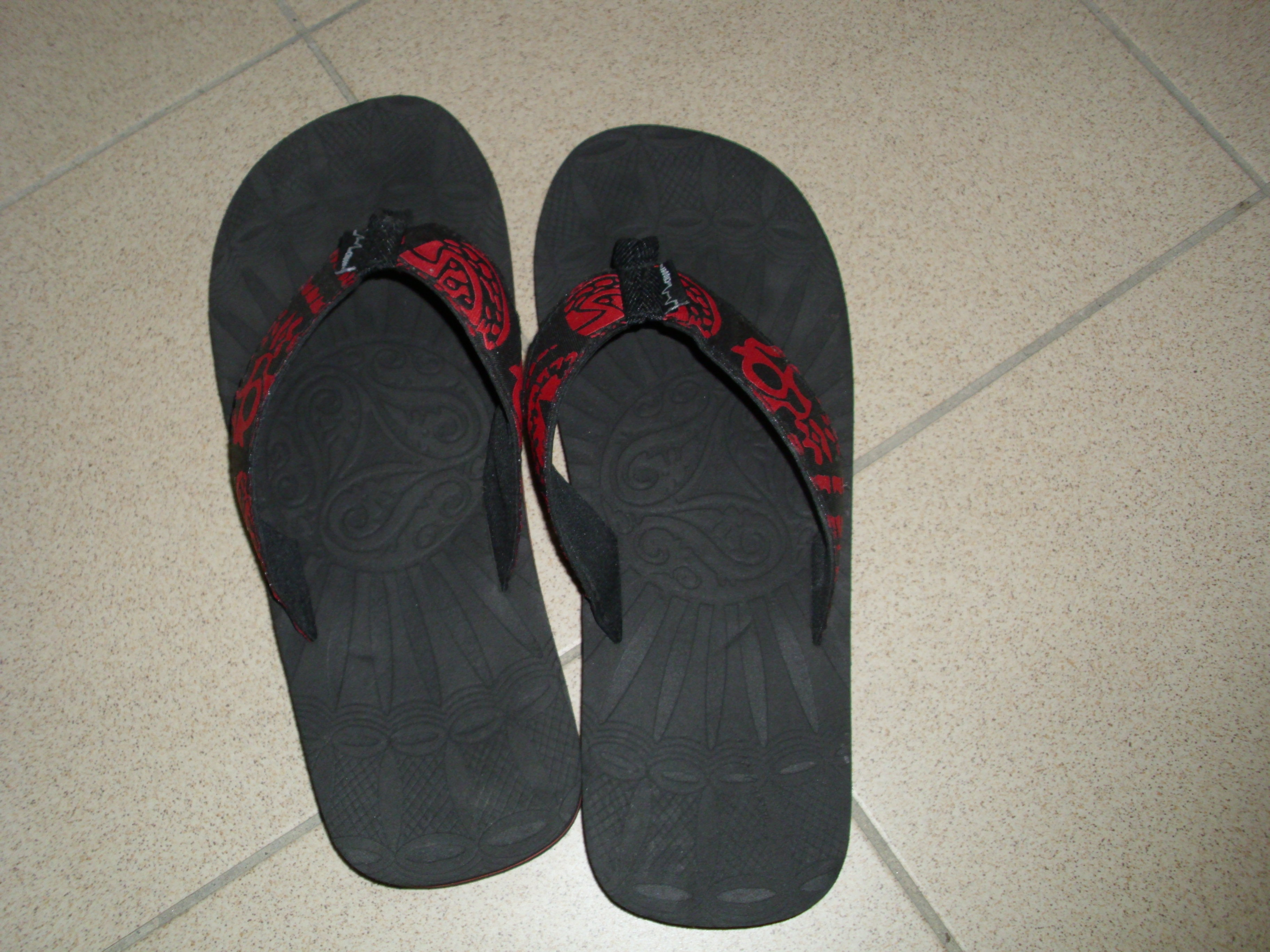
一對黑紅色的寬帶人字拖
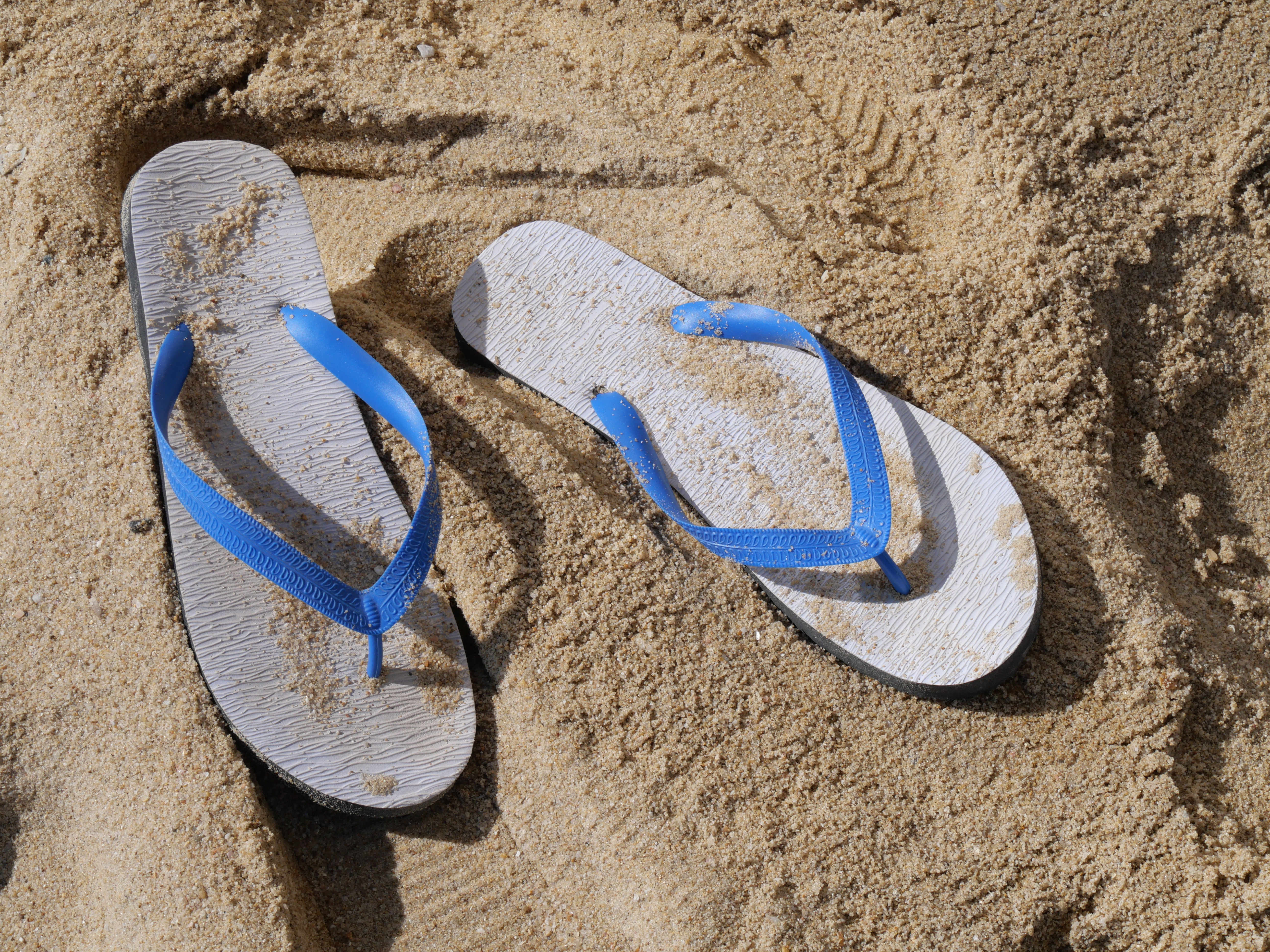
台灣藍白色人字拖
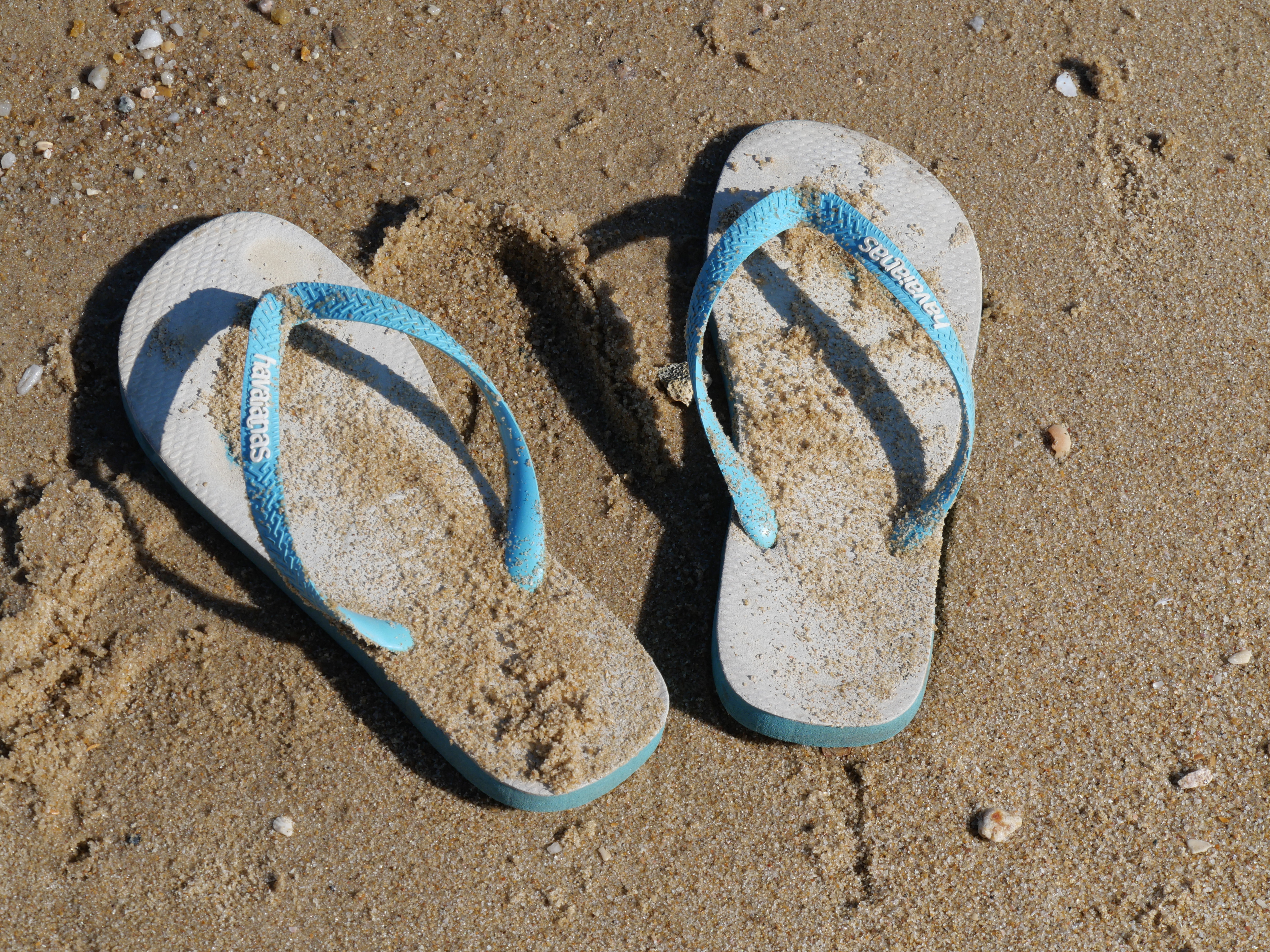
Havaianas 人字拖
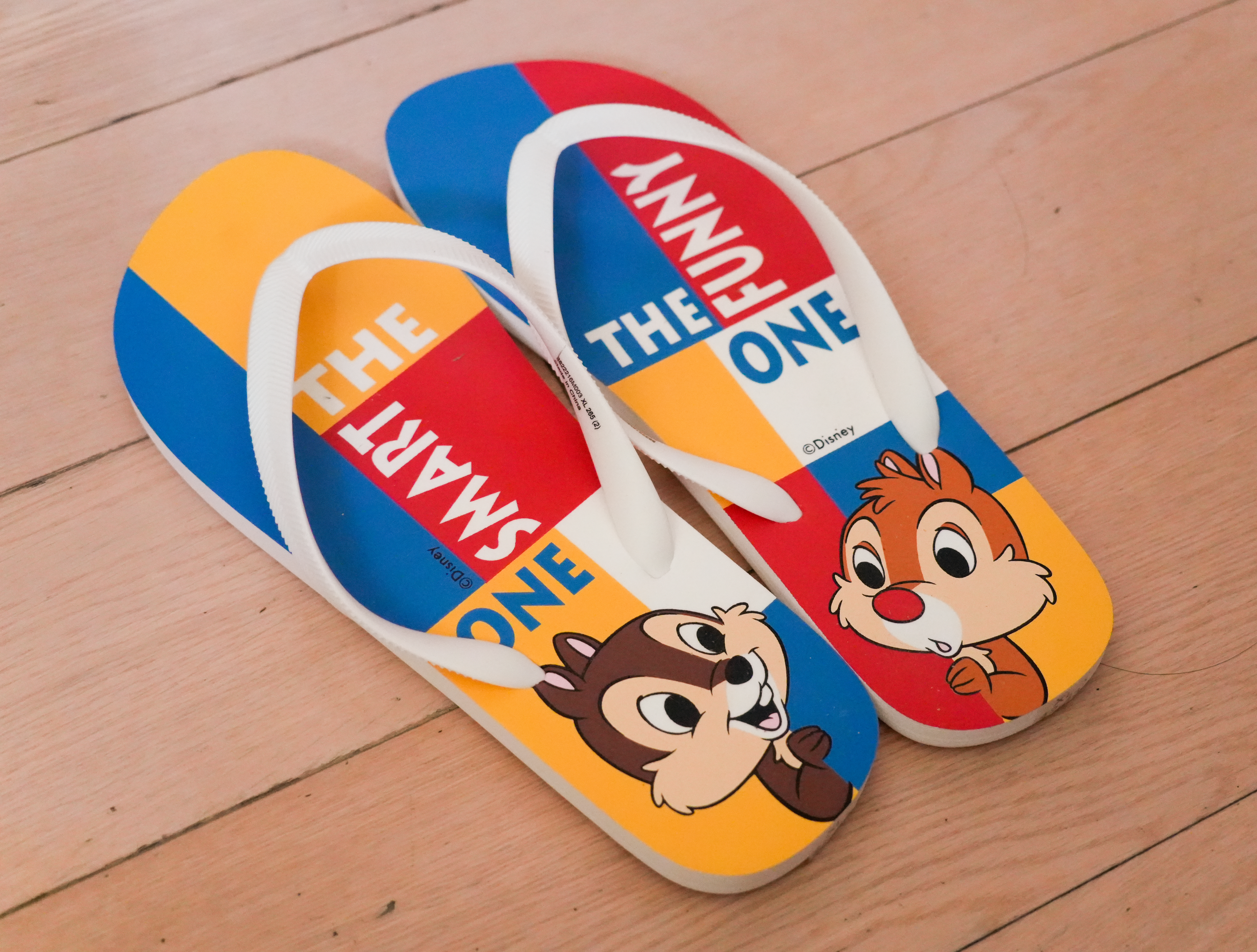
一對人字拖
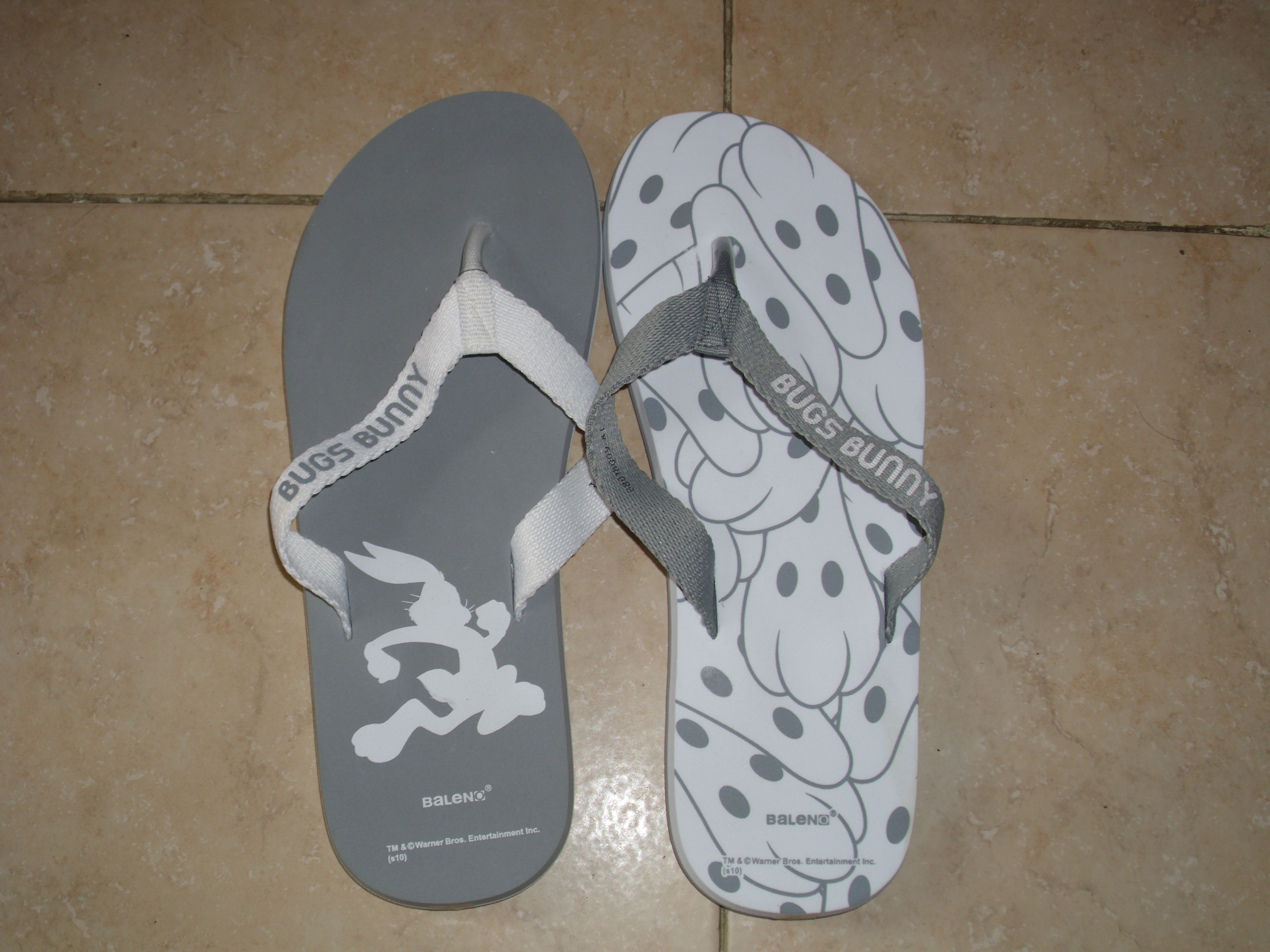
人字拖